# グレース・チャン
グレース・チャン（葛蘭、1933年6月13日 - ）は香港の女優、歌手である。
南京生まれ上海育ち。本名は張玉芳。1949年に共産党政権成立とともに一家は香港に移住。クラシック音楽や声楽を勉強していたものの、1953年に芸能界に入り、銀幕デビュー。本格的に女優として注目されたのは1956年の『雪裡紅』（日本未公開）であり、歌謡映画の女王として君臨していたが、1964年に完全に引退した。その後映画にはちょくちょく彼女の曲が登場する事がある。香港映画の『月夜の願い』や特に台湾映画の『Hole-洞』では印象的なシーンで使われた。主人公の妄想シーンで年上のヒロインが口パクで歌って踊るシーンで使われた。

## 出演映画
- 一獲千金を夢見る男（1955年）※クラーク・ゲーブル、スーザン・ヘイワード出演
- 雪裡紅（1956年）
- 曼波女郎（1957年）
- 空中小姐（1959年）
- 香車美人（1959年）
- 野玫瑰之戀（1960年）
- 星星月亮太陽（1961年）
- 教我如何不想她（1963年）
- 寶蓮燈（1964年）※ショウ・ブラザーズとの競作
- 啼笑因缘（1964年）※ショウ・ブラザーズとの競作

## 代表曲
- マンボ・ガール
- 我要你的愛（I Want You To Be My Baby）
- カリプソ